# Sérilhac
Sérilhac – miejscowość i gmina we Francji, w regionie Nowa Akwitania, w departamencie Corrèze.
Według danych na rok 1990 gminę zamieszkiwało 308 osób, a gęstość zaludnienia wynosiła 25 osób/km² (wśród 747 gmin Limousin Sérilhac plasuje się na 351. miejscu pod względem liczby ludności, natomiast pod względem powierzchni na miejscu 508.).